# Running Up That Hill
Running Up That Hill, někdy také nazýváno Running Up That Hill (A Deal with God), je píseň anglické zpěvačky Kate Bush. Píseň byla ve Spojeném království vydána dne 5. srpna 1985 vydavatelstvím EMI Records jako titulní píseň alba Hounds of Love. Text představuje scénář, ve kterém muž a žena uzavřou „dohodu s Bohem“, aby si vyměnili místa.
Po svém původním vydání se píseň „Running Up That Hill“ umístila na třetím místě v hitparádě UK Singles Chart a na 30. místě v Billboard Hot 100 ve Spojených státech a stala se tak první písní od Bush, která se umístila v žebříčku top 40 hitů v USA.
V roce 2012 měl premiéru remix písně s nově nahranými vokály během závěrečného ceremoniálu Letních olympijských her 2012 v Londýně a na jeden týden se dostal do britské top 10 na šesté místo.
V roce 2022 zaznamenala píseň „Running Up That Hill“ opětovnou pozornost, když byla uvedena ve čtvrté řadě amerického televizního seriálu Stranger Things na Netflixu. Její výskyt v seriálu vedl k tomu, že se píseň znovu objevila v žebříčcích po celém světě, přičemž v osmi zemích, včetně Austrálie a Irska, se umístila na prvním místě žebříčku. Píseň také dosáhla nového vrcholu číslo tři na žebříčku Billboard Hot 100.

## Psaní a nahrávání
Píseň „Running Up That Hill“ byla první písní, kterou Bush složila pro své páté album Hounds of Love (1985). Napsala ji za jediný večer ve svém domově a první verzi nahrála s písničkářem Del Palmerem pomocí syntezátoru Fairlight CMI a bicího automatu LinnDrum. Bush řekla, že se text zabývá neschopností mužů a žen vzájemně si porozumět. Píseň byla původně nazvána „A Deal with God“, ale zástupci EMI Records se obávali, že by to singl učinilo nepopulární ve více nábožensky založených zemích.

## Dopad
V roce 1985 byla píseň zařazena na 3. místo na seznamu „skladeb roku“ časopisu NME. Píseň byla nominován na britskou píseň roku na BRIT Awards 1986. V roce 2021 časopis Rolling Stone singl umístil na 60. místo v seznamu 500 nejlepších písní všech dob. Píseň byla nominována v kategorii nejoblíbenější rocková píseň na American Music Awards 2022.

## Stranger Thingsa opětovný úspěch (2022)
Píseň získala obnovenou pozornost v květnu 2022 poté, co byl uveden ve čtvrté řadě amerického sci-fi hororového mysteriózního televizního seriálu Stranger Things na Netflixu, kde se stala důležitým prvkem v zápletce, klíčovou součástí čtvrté epizody a opakující se součástí soundtracku. Ohledně udílení licencí ke svým písním je Bush opatrná, ale souhlasila, protože byla fanynkou tohoto pořadu. Po premiéře seriálu Spotify odhalilo, že streamování písně se ve Spojených státech zvýšilo o 9 900 %.
Na hitparádě UK Singles Chart ze dne 3. června se singl znovu dostal do top 10 na osmé místo, přičemž následující týden se dostal na druhé místo. „Running Up That Hill“ dosáhla prvního místa hitparády UK Singles Chart ze dne 17. června a stala se prvním singlem Bush od písně „Wuthering Heights“ v roce 1978, která se dostala na první místo. Píseň se také umístila na prvním místě v Austrálii, Belgii, Irsku, Litvě, Lucembursku, na Novém Zélandu, ve Švédsku a ve Švýcarsku.